# ماكوتو أوتشيدا
ماكوتو أوتشيدا (باليابانية: 内田誠؛ بالكانا: うちだ まこと) هو صحفي ومبرمج ومهندس ياباني، ولد في 13 يوليو 1955 في تشيبا في اليابان.

## وصلات خارجية
- ماكوتو أوتشيدا على موقع ميوزك برينز (الإنجليزية)